# TMEM223
TMEM223 (англ. Transmembrane protein 223) – білок, який кодується однойменним геном, розташованим у людей на 11-й хромосомі. Довжина поліпептидного ланцюга білка становить 202 амінокислот, а молекулярна маса — 22 049.
| 10         |  | 20         |  | 30         |  | 40         |  | 50         |
| ---------- |  | ---------- |  | ---------- |  | ---------- |  | ---------- |
| MAAPWRRWPT |  | GLLAVLRPLL |  | TCRPLQGTTL |  | QRDVLLFEHD |  | RGRFFTILGL |
| FCAGQGVFWA |  | SMAVAAVSRP |  | PVPVQPLDAE |  | VPNRGPFDLR |  | SALWRYGLAV |
| GCGAIGALVL |  | GAGLLFSLRS |  | VRSVVLRAGG |  | QQVTLTTHAP |  | FGLGAHFTVP |
| LKQVSCMAHR |  | GEVPAMLPLK |  | VKGRRFYFLL |  | DKTGHFPNTK |  | LFDNTVGAYR |
| SL         |  |            |  |            |  |            |  |            |

A: Аланін

C: Цистеїн

D: Аспарагінова кислота

E: Глутамінова кислота

F: Фенілаланін

G: Гліцин

H: Гістидин

I: Ізолейцин

K: Лізин

L: Лейцин

M: Метіонін

N: Аспарагін

P: Пролін

Q: Глутамін

R: Аргінін

S: Серин

T: Треонін

V: Валін

W: Триптофан

Локалізований у мембрані.